# Aprostocetus bruzzonis
Aprostocetus bruzzonis is een vliesvleugelig insect uit de familie Eulophidae. De wetenschappelijke naam is voor het eerst geldig gepubliceerd in 1930 door Masi.